# Supercoupe de la CAF 1998
Navigation
Édition précédente Édition suivante
La supercoupe de la CAF 1998 (appelé aussi Orange CAF Supercoupe, du nom de son sponsor) est la sixième édition de la compétition organisée par la Confédération africaine de football. C'est également la huitième édition où les deux participants sont les vainqueurs de la Ligue des champions de la CAF et de la coupe d'Afrique des vainqueurs de coupe. Cette édition se déroule le 15 mars 1998 à Casablanca, au Maroc, et voit la victoire du club tunisien de l'Étoile sportive du Sahel face au club marocain du Raja Club Athletic.

## Participant
Les deux participants qui s'affrontent pour le gain de ce titre sont les deux vainqueurs des deux premières compétitions africaines, à savoir la Ligue des champions de la CAF et la coupe d'Afrique des vainqueurs de coupe. Il s'agit donc de la sixième édition de la Supercoupe d'Afrique où les vainqueurs de ces deux compétitions s'affrontent.

### Vainqueur de la Ligue des champions
Le vainqueur de la Ligue des champions est le Raja Club Athletic ; il s'agit de son second titre dans cette compétition, en comptant le titre remporté en 1989 de la coupe d'Afrique des clubs champions qui est l'ancêtre de la Ligue des champions de la CAF. Cette édition de la Supercoupe de la CAF constitue sa première participation.

### Vainqueur de la coupe de la confédération
Le vainqueur de la Coupe d'Afrique des vainqueurs de coupe de football est le club de l'Étoile sportive du Sahel ; il s'agit de son premier titre dans cette compétition. Cette édition de la Supercoupe de la CAF constitue donc sa première participation.

## Résultat

### Match
Le match opposant les vainqueurs des deux coupes africaines a toujours lieu sur le terrain de celui qui a remporté la Ligue des champions. Le vainqueur étant Marocain, la rencontre a donc lieu au Maroc, plus précisément à Casablanca.
| 15 mars 1998 | Raja Club Athletic    | 2 – 2 | Étoile du Sahel            | Stade Mohammed-V, Casablanca                  |                                               |
| | Nazir 69e · Londo 82e | (0 – 1) | 45e Dziri · 52e Ben Younes | Spectateurs : 80 000 Arbitrage : Falla N'Doye | Spectateurs : 80 000 Arbitrage : Falla N'Doye |
| Rimi 18e · Khalif 61e | Rapport               | 12e Boukadida · 41e Chouchane · |                            | Spectateurs : 80 000 Arbitrage : Falla N'Doye | Spectateurs : 80 000 Arbitrage : Falla N'Doye |
| | Tirs au but 2 – 4     | |                            | Spectateurs : 80 000 Arbitrage : Falla N'Doye | Spectateurs : 80 000 Arbitrage : Falla N'Doye |
| Mustapha Chadli – Redouane El Haimer, Zitouni Rimi (Dieudonné Londo 70e ), Abdelilah Fahmi, Hafid Abdessadek – Mustapha Khalif, Abdellatif Jrindou, Mustapha Moustawdae (Noureddine Ziyati (en) 78e ), Jamal Sellami – Abdelkarim Nazir, Réda Ryahi · Entraîneur : Vahid Halilhodžić ( Bosnie-Herzégovine) | Équipes               | Radhouane Salhi – Ferid Chouchane, Mounir Boukadida, José Clayton, Mohamed Mkacher – Kaïs Ghodhbane, Hachemi Bargui, Riadh Bouazizi, Billel Dziri, Walid Kridene (Imed Mhadhbi 92e ) – Imed Ben Younes (Ziad Jaziri 77e ) · Entraîneur : Ivan Buljan ( Croatie) |                            | Spectateurs : 80 000 Arbitrage : Falla N'Doye | Spectateurs : 80 000 Arbitrage : Falla N'Doye |

### Vainqueur
Après cette victoire aux tirs au but (4-2) face au Raja Club Athletic, l'Étoile sportive du Sahel rejoint ainsi au palmarès tunisien dans cette compétition l'Espérance sportive de Tunis, succédant aussi au club égyptien du Zamalek. Pour l'Étoile sportive du Sahel, il s'agit de son premier titre dans cette compétition. C'est la troisième fois que le vainqueur de la Supercoupe de la CAF est désigné à l'issue des tirs au but (1993 et 1997).
| Supercoupe de la CAF Vainqueur 1998    |
| -------------------------------------- |
| Étoile sportive du Sahel Premier titre |